# Waziristan Haveli
Il complesso di Bin Laden, altrimenti noto come Waziristan Haveli, era il rifugio di Osama bin Laden situato nella città di Abbottabad, nel nord del Pakistan. Dopo l'uccisione del fondatore di al-Qaida da parte dei reparti speciali delle forze armate statunitensi, l'edificio venne demolito nel 2012.